# Leeds Castle
Leeds Castle er et slot i Kent i England omkring 8 km sydøst for Maidstone. Der har ligget en borg på stedet siden 1119. I 1200-tallet kom det i  Edvard 1.s besiddelse og blev hans favoritresidens. I 1500-tallet brugte Henrik 8. det som residens for sin 1. kone, Katharina af Aragonien. Størstedelen af slottet dateres til 1800-tallet og er bygget på en ø i en sø, der er formet af floden Len øst for landsbyen Leeds. Det har været åbent for offentligheden siden 1976.